# Jorge Cedreno
Jorge Cedreno (em grego medieval: Γεώργιος Κεδρηνός; romaniz.: Geórgios Kedrenós; em latim: George Cedrenus; fl. século XI) foi um historiador bizantino, cuja biografia é incerta. Sua crônica, a Sinopse da História (Synopsis historion), relata a história desde a criação do mundo até o ano de 1057. É uma compilação baseada em pseudo-Simeão Magistro, Teófanes, o Confessor e Jorge Hamartolo. Do ano 811 em diante, segue literalmente João Escilitzes de modo que até a publicação do Escilitzes de Madri, o seu texto era o substituto aos estudiosos.